# Cornel Stan
Cornel Stan (n. 28 aprilie 1951, Constanța, România), este un inginer german de origine română, profesor universitar.

## Biografie și activitate
Cornel Stan a urmat cursurile Facultății de Inginerie Aerospațială a Institutului Politehnic din București, obținând în anul 1976 diploma de inginer în specializarea Sisteme de Propulsie pentru Aeronave. În anul 1984 și-a susținut teza de doctorat în domeniul motoarelor cu ardere internă la Universitatea Tehnică din Zwickau, Germania obținând titlul de doctor inginer cu calificativul excepțional “Summa cum Laude”. Cinci ani mai târziu și-a susținut teza de doctorat în științe tehnice și examenul de docență la aceeași Universitate, în domeniul Ingineriei Autovehiculelor. 
După 1984 Cornel Stan a lucrat șapte ani ca responsabil cu dezvoltarea de concepte de propulsie neconvenționale la Compania de Motociclete MZ (fosta DKW). În 1992 a fost numit profesor universitar în domeniul termodinamicii tehnice la Universitatea Saxoniei de Vest din Zwickau, devenind ulterior și Director al Institutului de Inginerie a Automobilului din cadrul Universității. Activitatea didactică și cea de cercetare a profesorului Stan este axată pe domeniile: sisteme de propulsie a automobilelor , sisteme de injecție directă de combustibili convenționali sau regenerabili în motoare termice , simularea proceselor termodinamice din mașinile termice, combustibili regenerabili și managementul energiei în autovehicule.  Cărțile de specialitate scrise de Cornel Stan în domeniile Termodinamică, Propulsie Alternativă a Automobilelor, Sisteme de Injecție Directă și Mașini Termice pot fi găsite în multe Biblioteci Naționale de pe mapamond, de exemplu, în USA (Library of Congress), Marea Britanie (British Library), Franța (Bibliothèque Nationale de France), Germania (Deutsche Nationalbibliothek). Profesorul Stan a publicat până în prezent peste 30 de cărți de specialitate și peste 150 de lucrări științifice, majoritatea acestora în Jurnalele Transactions of SAE International (Society of Automotive Engineers). Cornel Stan este autor și coautor a 40 de brevete de invenție internaționale, în special în domeniul combustiei în motoare termice echipate cu sisteme neconvenționale de injecție directă a combustibililor care utilizează unde de înaltă presiune, datorate compresibilității fluidelor.
În anul 1994 Cornel Stan a fost ales Președinte al Comitetului Director al nou înființatului Centru de Cercetări și Transfer Tehnologic Zwickau FTZ Zwickau. Activitatea acestui Centru se desfășoară în prezent în domenii precum ingineria automobilelor, electronică, motoare electrice și termice, sisteme de încărcare cu energie a mașinilor electrice, susceptibilitate și compatibilitate electromagnetică, materiale și tehnologii neconvenționale, tehnologii laser. 
Între anii 1994 și 1996, Stan a predat cursuri de specialitate în calitate de profesor onorific (Professore a Contratto) la Universita degli Studi di Pisa, Italia, apoi, între  1998 și 1999, la Universita degli Studi di Perugia, Italia. În anii 2002, 2003, 2004 Stan a activat ca profesor onorific (1ère Classe des Professeurs) la Universitatea din Paris Paris-Sorbonne University (Paris 6 – Pierre et Marie Curie) în Franța. În 2005/2006, Cornel Stan a fost numit “Russel Severance Springer Professor of Mechanical Engineering (Invited Professor)” la University of California, Berkeley, SUA. 
Între anii 2000 și 2010, Stan a fost cooptat ca Membru al Consiliului Editorial al Journal of Automobile Engineering, Institution of Mechanical Engineers ImechE, Marea Britanie. Începând cu anul 2012 Cornel Stan este redactor șef al revistei Ingineria Automobilului a Societății Inginerilor de Automobile din România (SIAR) Ingineria Automobilului.
Cornel Stan a organizat și a prezidat numeroase Congrese și Conferințe Internaționale precum: “Alternative Propulsion Systems for Automobiles“, Essen/Germania 2000; “Development Trends of Motorcycles”, Zwickau/Germania 2002, Munich/Germania 2003, Borgo Panigale, Italia/Ducati, 2004, 2005, 2007; “Alternative Propulsion Systems for Automobiles”, Berlin/Germania 2007, München/Germania 2009; “Future Propulsion of Automobiles”, AMI Leipzig / Germania, 2009, 2010, 2012, 2014, 2016.
Cornel Stan este și autor de romane, care au fost publicate în limbile germană, română și engleză. “Creatori de Automobile” descrie oameni cu putere de creație, cu perseverență și disciplină, dar și cu pasiuni, visuri și temeri, oameni care inventează și dezvoltă automobilele viitorului, fie acestea cu propulsie electrica, cu hidrogen prin pile de combustie, cu motoare hibride sau cu turboreactoare, ca la avioane. Drumurile de la concepție la funcționare trec prin fabrici, institute și aeroporturi, din Berlin, Paris și Detroit, până la San Francisco și Sydney.
““Dracfried – Dracula versus Diesel” este un thriller despre Dracula, despre istoria lui și despre Transilvania. Cartea, construită pe fapte descrise în documente istorice dar și pe legende locale, descrie influența spiritului vampiric al lui Dracula asupra anumitor caractere marcante și bine cunoscute ale lumii contemporane. Strănepotul lui Dacula, poreclit “Dracfried” împinge limitele fizicii și ale metafizicii spre granițe nebănuite.
Pentru publicații, cursuri și conferințe Cornel Stan utilizează limbile română, germană, engleză, franceză și italiană.

## Distincții
- Fellow of the Society of Automotive Engineers SAE International, 2008[18]
- Profesor Onorific al Universității Transilvania din Brașov, România, 2004
- Doctor Honoris Causa al Universității Transilvania din Brașov, România, 2005[19]
- Doctor Honoris Causa al Universității Ovidius din Constanța, România, 2018[20]
- Doctor Honoris Causa al Universității din Craiova, România, 2022[21]

## Cărți publicate

### Cărți de specialitate (selecție)
- Stan, C.: Alternative Propulsion for Automobiles , Springer Nature Switzerland 2017, ISBN: 978-3-319-31929-2
- Stan, C.: Direct Injection Systems – The Next Decade in Engine Technology, SAE International, Warrendale, USA 2002, ISBN: 0-7680-1070-5
- Stan, C.: Direct Injection Systems for Spark-Ignition and Compression Ignition Engines, SAE International Edition, Warrendale / USA, 2000, ISBN: 0-7680-0610-4
- Stan, C.: (Publisher) et al.: Development Trends of Motorcycles IV, Expert Verlag 2012, ISBN: 978-3-8169-3160-7
- Sher, E. (Publisher) et al.: Handbook of Air Pollution from Internal Combustion Engines (Chapter 12 by C. Stan), Academic Press, San Diego / USA, 1998, ISBN: 0-12-639855-0
- Stan, C.: Cipolla, G. (Publishers) et al.: Alternative Propulsion Systems for Automobiles II, Expert Verlag, Renningen, 2008, ISBN: 978-3-8169-2835-5
- Stan, C.: Thermodynamics for Machines and Automobile Engineering – in German (Thermodynamik für Maschinen- und Fahrzeugbau), Springer Vieweg, 2020, ISBN: 978-3-662-61789-2, DOI: 10.1007/978-3-662-61790-8
- Stan, C.: Alternative Propulsion Systems for Automobiles – in German (Alternative Antriebe für Automobile), 5th Edition, Springer Vieweg, 2020, ISBN: 978-3-662-61757-1
- Stan, C.: Automobile Thermodynamics – Basics, Applications and Process Simulations – in German (Thermodynamik des Kraftfahrzeugs – Grundlagen und Anwendungen – mit Prozesssimulationen) 3rd Edition, 2017, Springer Vieweg 2017, ISBN: 978-3-662-53721-3
- Stan, C. (Publisher): Trends in the Automobiles Development - in German - (Entwicklungstendenzen im Automobilbau), Zschiesche Verlag, 2004, ISBN: 3-9808512-1-4
- Stan, C.: Termodinamica automobilului: baze teoretice și aplicații de simulare a proceselor (în limba română), Matrix Rom București 2017, ISBN 978-606-25-0354-3
- Stan, C.: Automobilele viitorului pe înțelesul tuturor (în limba română), Matrix Rom București 2018, ISBN 978-606-25-0427-4

### Romane
- Stan, C.: Creatori de automobile, Editura Coresi, 2017, ISBN 978-1547065677
- Stan, C.: Dracfried – Dracula versus Diesel, Editura Coresi, 2017, ISBN 978-1547026302